# Арецо
 Тази статия е за град Арецо.  За провинцията вижте Арецо (провинция).  
Арецо (на италиански: Arezzo; на латински: Arrētium) е град в Италия.

## География
Град Арецо се намира в област (регион) Тоскана, Централна Италия. Той е главен административен център и на едноименната провинция Арецо. На около 70 km на северозапад е областният център Флоренция. Арецо е транспортен и жп възел. Населението му е 99 346 жители (към 31 август 2009 г.).

## История
Основан е от етруските като център за производство на теракота. През 11 век става център на свободна община. През 1384 г. попада под влиянието на Флоренция.

## Архитектурни забележителности
- Римски амфитеатър
- Къщата на Франческо Петрарка
- Къщата на Джорджо Вазари
- Къщата музей „Иван Бруски“
- Крепостта на Медичите
- Покритата веранда на Джорджо Вазари
- Площад „Гранде“ („Големият площад“)
- Площад „Преторио“
- Археологическият музей
- Църквата „Сан Доменико“
- Катедрала
- Църквата „Сан Франческо“
- Църквата „Сан Микеле“

## Икономика
Арецо е селскостопански център, има производство на коприна, текстил, музикални инструменти, машиностроене.

## Спорт
- Футболен отбор АК Арецо, дългогодишен член на италианската футболна група Серия Б.
- Бейзболен клуб Арецо
- Ръгби клуб Вазари

### Колоездачна обиколка на Италия
- 26 май 1992 г. финал на 2-ри етап, победител Макс Шандри
- 20 май 1997 г. финал на 4-ти етап, победител Марио Чиполини
- 18 май 2003 г. финал на 8-и етап, победител Марио Чиполини

## Личности, родени в Арецо
- Пиетро Аретино (1492 – 1556), писател и поет
- Джорджо Вазари (1511 – 1574), художник, скулптор и архитект
- Франческо Петрарка (1304 – 1374), поет
- Франческо Реди (1626 – 1697), лекар и учен
- Франческо Севери (1879 – 1961), математик
- Виторио Фосомброни (1754 – 1844), математик
- Андреа Чезалпино (1519 – 1603), ботаник
- Кол и Дилан Спраус (1992 – ), американски актьори (близнаци)

## Личности, починали в Арецо
- Гуидо д'Арецо – италиански музиколог, основоположник на съвременната музикална западна нотация

## Побратимени градове
- Монтенарс, Италия от 1977 г.
- Сент Прие, Франция от 1981 г.
- Егер, Унгария от 1989 г.

## Фотогалерия
- Къщата на Джорджо Вазари
- Къщата на Франческо Петрарка
- Площад „Гранде“
- Църквата „Сан Доменико“
- Римският амфитеатър
- Църквата „Сан Микеле“
- Църквата „Сан Франческо“
- Катедралата
- Църквата „Санта Мариа дела Пиеве“